# Liroy Stuart
Liroy Stuart (ur. 22 lutego 1987 roku w Nijmegen) – holenderski kierowca wyścigowy.

## Kariera
Stuart rozpoczął karierę w wyścigach samochodowych w 2004 roku od startów w Formule Ford 1800 Benelux. Z dorobkiem 17 punktów uplasował się tam na 13 pozycji w klasyfikacji generalnej. W późniejszych latach pojawiał się także w stawce Festiwalu Formuły Ford, Holenderskiej Formuły Ford 1800, Holenderskiej Formuły Gloria, Brytyjskiej Formuły Ford, Dutch Winter Endurance Series, Formuły Ford Duratec Benelux, Formuły ADAC Masters, Europejskiego Pucharu Formuły Renault 2.0 (lata 2010-2011), Północnoeuropejskiego Pucharu Formuły Renault 2.0 oraz Holenderskiego Pucharu Renault Clio.